# Rick Gates (Politikberater)
Richard W. Gates III (* 27. April 1972) ist ein US-amerikanischer Manager, Lobbyist und Politikberater. Gates war ein langjähriger hochrangiger Mitarbeiter und enger Vertrauter von Paul Manafort, des ehemaligen Wahlkampfmanagers von US-Präsident Donald Trump. Im Jahr 2017 wurde Gates zu einer zentralen Figur in den Ermittlungen zur russischen Einflussnahme in den US-Wahlkampf von US-Sonderermittler Robert Mueller.
Am 23. Februar 2018 bekannte sich Gates der Verschwörung gegen die Vereinigten Staaten für schuldig und kooperierte als Kronzeuge mit dem Sonderermittler. Im Dezember 2019 wurde er wegen Verschwörung und Falschaussagen gegenüber dem FBI zu 45 Tagen Wochenendhaft, 20 000 US-Dollar Geldstrafe und 300 Stunden Arbeitsauflage verurteilt.